# Valério Gomes dos Santos
Valério Gomes dos Santos, mais conhecido como Léo (Engenheiro Beltrão, 2 de julho de 1990), é um futebolista brasileiro que atua pelo Ypiranga de Erechim como atacante.
Foi grande destaque nas categorias de base do Sport Club Internacional, principalmente durante a Copa São Paulo de Futebol Júnior de 2009. Subiu para o grupo profissional ainda em 2009, junto com Marquinhos, com quem fez dupla de ataque na Copa São Paulo. Enquanto jogador do Internacional, foi comparado a Nilmar e considerado uma promessa do futebol brasileiro.
Após não ter espaço no clube rio-grandense, transferiu-se para o Paraná Clube, e em seguida, para o futebol português no União de Leiria. Retornou ao Brasil no Náutico e novamente ingressou para o exterior no clube holandês SV Grödig. Em 2013, acertou com o  Juventude e após apenas cinco jogos, retornou ao Paraná, onde teve um desempenho satisfatório e foi um dos destaques da equipe. Em 2014 foi contratado pelo Luverdense, onde permaneceu por dois anos, até ser contratado pelo Ypiranga de Erechim.